# Пальм, Черстин
Че́рстин Улласдоттер Пальм (швед. Kerstin Ullasdotter Palm , род. 5 февраля 1946 года) — шведская фехтовальщица на рапирах, участница 7 подряд летних Олимпийских игр с 1964 по 1988 годы. Чемпионка Универсиады 1967 года в Токио в личном первенстве, многократная чемпионка Швеции.
С 1988 года до 1996 года являлась единоличной рекордсменкой среди женщин по количеству участий в Олимпийских играх. В 1996 году в своей 7-й Олимпиаде приняла участие японка Сэйко Хасимото, затем Пальм догнали ещё несколько спортсменок, а в 2012 году в Лондоне рекордсменкой с 8 Олимпиадами стала Йозефа Идем.
Лучшее достижение шведки на Олимпиадах — 5-е место в личном первенстве рапиристок на Олимпиаде-1968 в Мехико.